# RS-451
Pour les articles homonymes, voir Route 451.
La RS-451 est une route locale du Nord-Ouest de l'État du Rio Grande do Sul qui relie la municipalité de Colorado à celle de Não-Me-Toque. Elle est longue de 19 km.